# Ptiloglossa giacomelli
Ptiloglossa giacomelli là một loài Hymenoptera trong họ Colletidae. Loài này được Schrottky mô tả khoa học năm 1914.